# 高山祭

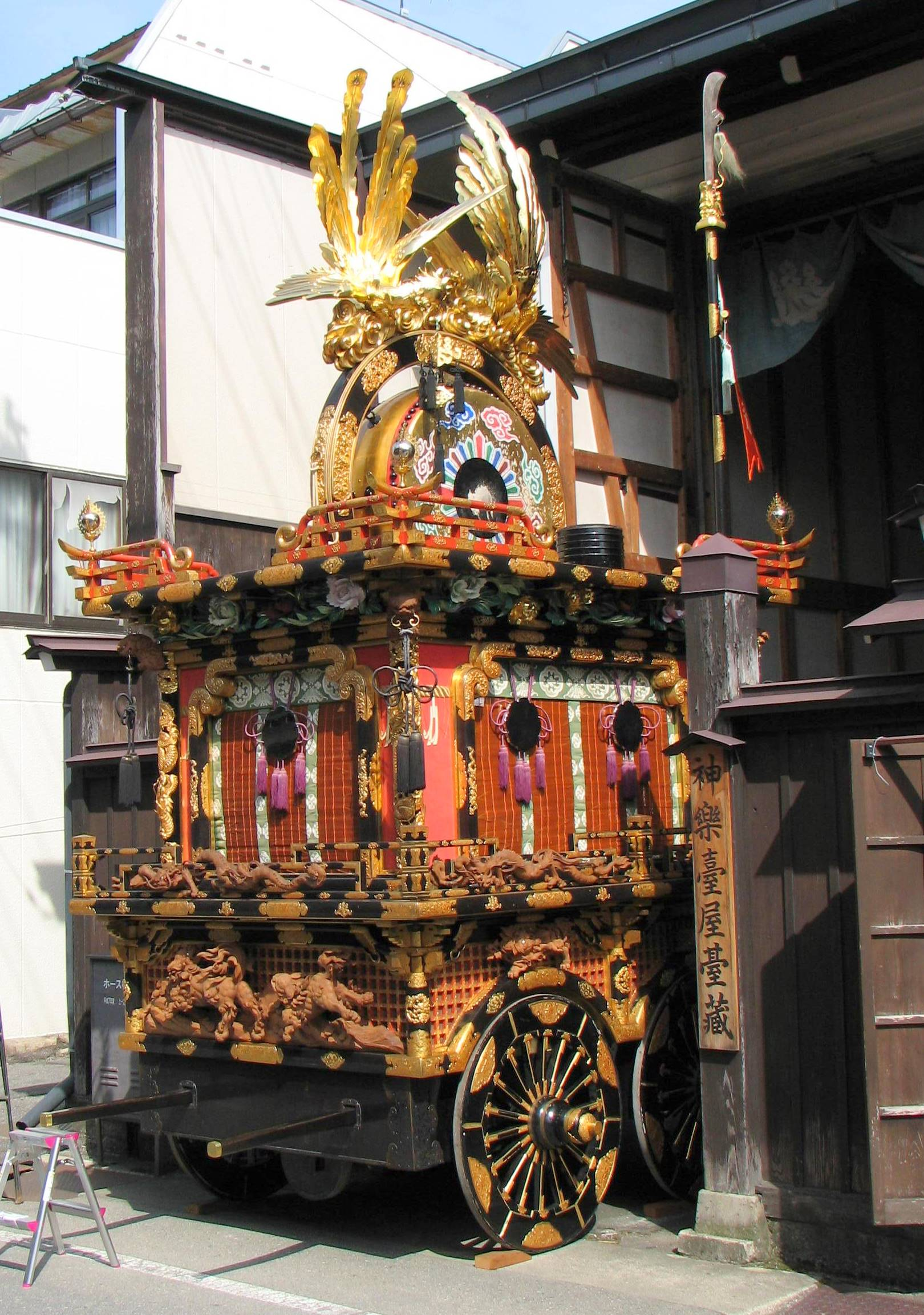
祭典的屋台

高山祭是日本岐阜縣高山市毎年固定舉辦的祭典，為三大曳山祭、三大美祭〈秩父夜祭（埼玉縣秩父市）、祇園祭（京都府京都市）、高山祭（岐阜縣高山市）〉之一。分為春、秋兩季進行，春季為日枝神社主辦的「春之山王祭」；秋季則為櫻山八幡宮主辦「秋之八幡祭」。最大的特色就是華麗的人力屋台車遊街景象，這些屋台平日保存於各個町內白壁土藏的老倉庫。

## 屋台
屋台各有名字，在兩個季節的祭典當中，使用的屋台也完全不同，祭典的分別大致如下：

### 春之山王祭
日枝神社主辦　每年四月十四、十五日主辦
- 神樂台　（上一之町）
- 三番叟　（上一之町）
- 麒麟台　（上一之町）
- 石橋台　（上二之町、神明町）
- 五台山　（上二之町）
- 鳳凰台　（上二之町）
- 惠比須台（上三之町）
- 龍神台　（上三之町）
- 崑崗台　（片原町）
- 琴高台　（本町一丁目）
- 大國台　（上川原町）
- 青龍台　（川原町）

### 秋之八幡祭
每年10月9日及10日舉行
- 神樂台　（八幡町、櫻町）
- 布袋台　（下一之町）
- 金鳳台　（下一之町）
- 大八台　（下一之町）
- 鳩峯車　（下二之町）
- 神馬台　（下二之町）
- 仙人台　（下三之町）
- 行神台　（下三之町）
- 寶珠台　（下三之町）
- 豐明台　（大新町一丁目）
- 鳳凰台　（大新町一、二、三丁目）

各屋台都是重要的有形民俗文化财产，裝飾的精緻繁複程度，在日本有所謂「活動陽明門」的美譽，因此祭典前的氣象預報十分重要，遇到下雨、陰天等氣候因素時，活動則會在屋台會館內進行。